# Apollo 13 (film)
Pour les articles homonymes, voir Apollo et Apollo 13 (homonymie).
Pour plus de détails, voir Fiche technique et Distribution.
Apollo 13 est un film catastrophe américain réalisé par Ron Howard et sorti en 1995.
Il s'agit d'une adaptation du livre Lost Moon: The Perilous Voyage of Apollo 13 (1994), écrit par James « Jim » Lovell, qui fut le commandant de la mission spatiale Apollo 13, et Jeffrey Kluger.
Ron Howard s'est donné beaucoup de mal pour créer un film techniquement précis, faisant appel à l'aide de la NASA pour la formation de ses acteurs jouant des astronautes et des contrôleurs de vol et obtenant l'autorisation de filmer des scènes à bord d'un avion à gravité réduite pour une représentation réaliste de l'apesanteur vécue par les astronautes dans l'espace.
Sorti aux États-Unis le 30 juin 1995, Apollo 13 est encensé par la critique et nommé pour neuf Oscars, dont celui du meilleur film. Il remporte l'Oscar du meilleur montage et l'Oscar du meilleur montage de son. Le film a également remporté le Screen Actors Guild Awards pour la performance exceptionnelle d'un casting dans un film. Au total, le film a rapporté plus de 355 millions de dollars dans le monde lors de ses sorties en salles.
En 2023, le film a été sélectionné pour être conservé dans le National Film Registry des États-Unis par la Bibliothèque du Congrès comme étant « culturellement, historiquement ou esthétiquement significatif ».

## Synopsis

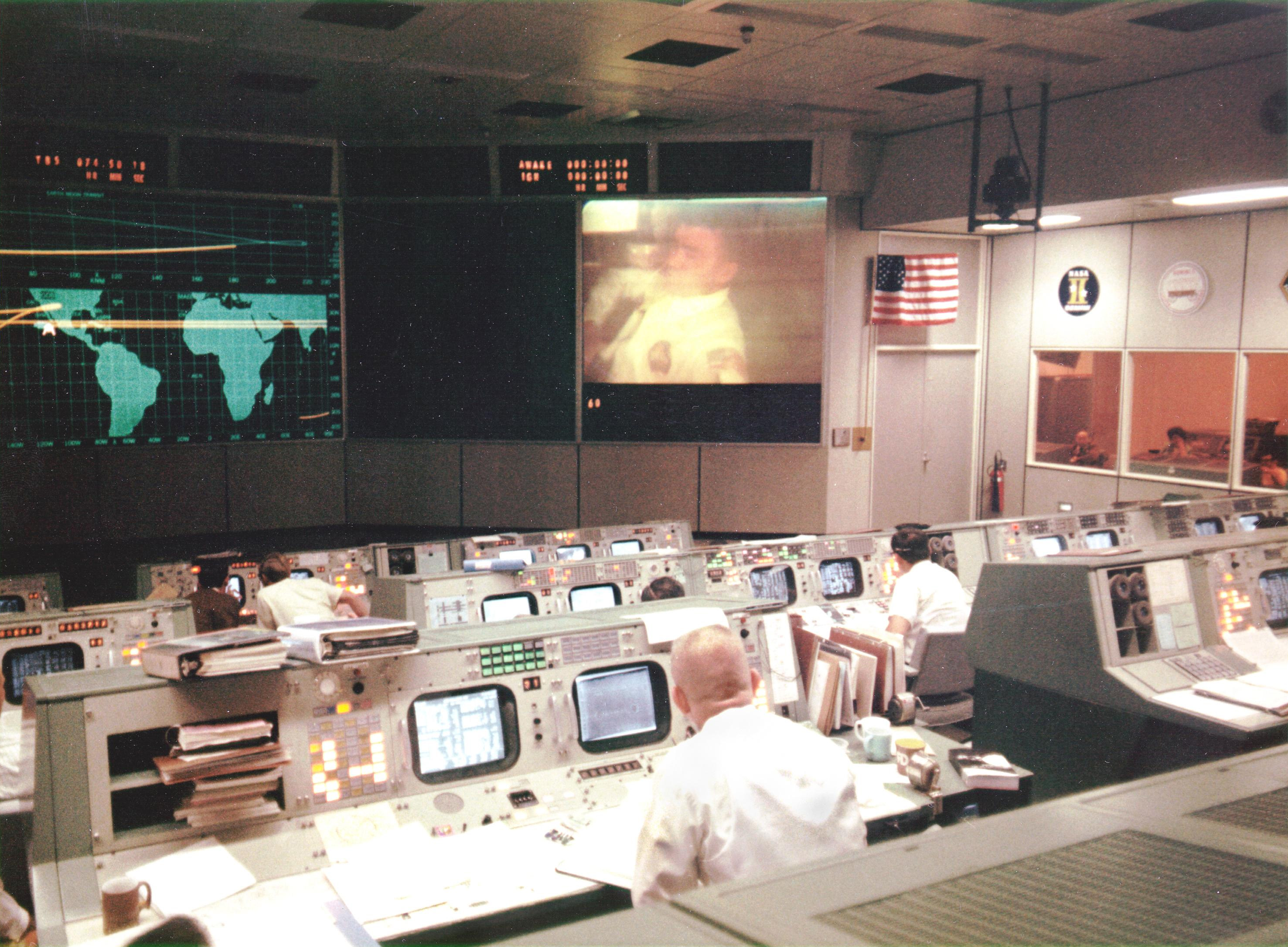
La salle de contrôle de la mission Apollo 13 en 1970.

Apollo 13, septième mission spatiale habitée américaine vers la Lune du programme Apollo, comprend pour équipage l'astronaute James Lovell (le plus expérimenté de la NASA), Fred Haise et Jack Swigert. Le départ a lieu le 11 avril 1970 au Complexe de lancement 39 (LC-39) situé au Centre spatial Kennedy en Floride à exactement 13 h 13. Le décollage est une réussite, malgré une coupure du moteur no 5 de la fusée.
Mais, le 13 avril 1970 à 21 h 7, l'astronaute Jack Swigert alerte le centre de commande de la NASA : une explosion à bord de leur engin a détruit un réservoir d'oxygène et a endommagé l'autre réservoir, ainsi que plusieurs piles à combustible du vaisseau. Le moteur principal du module de service (CSM) est peut-être endommagé lui aussi, ce qui rend impossible la mission lunaire prévue et oblige le contrôle de la mission de Houston à opter pour une trajectoire passant par l'orbite lunaire pour le retour de l'équipage d'Apollo 13 sur Terre.
La perte d'alimentation électrique provoquée par l'avarie va alors obliger les astronautes à couper tous les appareils non indispensables à bord, ce qui les laisse sans aide pour le guidage de leur engin lors du retour sur Terre.

## Fiche technique
- Titre original et français : Apollo 13
- Réalisation : Ron Howard
- Scénario : William Broyles Jr. et Al Reinert, d'après le livre Lost Moon: The Perilous Voyage of Apollo 13 de James Lovell et Jeffrey Kluger
- Musique : James Horner
- Direction artistique : Michael Corenblith et Merideth Boswell
- Décors : David J. Bomba et Bruce Alan Miller
- Costumes : Rita Ryack
- Photographie : Dean Cundey
- Son : Rick Dior, Steve Pederson, Scott Millan
- Montage : Daniel P. Hanley et Mike Hill
- Effets spéciaux : Robert Legato
- Production : Brian Grazer
  - Producteur exécutif : Todd Hallowell
  - Producteurs associés : Aldric La'Auli Porter et Michael Bostick
- Sociétés de production : Universal Pictures, Imagine Entertainment
- Société de distribution : Universal Pictures
- Budget : 52 000 000 $
- Pays de production :  États-Unis
- Langue originale : anglais
- Format : couleur - 2.39:1 - 35 mm
- Genre : catastrophe
- Durée : 140 minutes
  - Version anniversaire IMAX : 120 minutes (20 minutes coupées dans cette version)[1]
- Dates de sortie[2] :
  - États-Unis :
    - 22 juin 1995 (première mondiale à Beverly Hills)
    - 30 juin 1995 (sortie nationale)

  - France: 8 novembre 1995

## Distribution
- Tom Hanks (VF : Jean-Philippe Puymartin) : James « Jim » Lovell, commandant d'Apollo 13
- Bill Paxton (VF : Jean-François Vlérick) : Fred Haise
- Kevin Bacon (VF : Bernard Gabay) : Jack Swigert
- Gary Sinise (VF : Emmanuel Jacomy) : Ken Mattingly
- Ed Harris (VF : Patrick Floersheim) : Gene Kranz, directeur de vol d'Apollo 13
- Kathleen Quinlan (VF : Frédérique Tirmont) : Marilyn Lovell
- Mary Kate Schellhardt : Barbara Lovell
- Miko Hughes (VF : Hervé Grull) : Jeffrey Lovell
- Emily Ann Lloyd (en) : Susan Lovell
- Max Elliott Slade (en) : Jay Lovell
- Jean Speegle Howard (VF : Lucie Dolène) : Blanche Lovell
- Tracy Reiner (VF : Dominique Chauby) : Mary Haise
- David Andrews (VF : Éric Legrand) : Pete Conrad
- Michele Little : Jane Conrad
- Chris Ellis (VF : Bernard Lanneau) : Deke Slayton
- Joe Spano (VF : Michel Papineschi) : le directeur de la NASA
- Xander Berkeley (VF : Jérôme Keen) : Henry Hurt
- Marc McClure : Glynn Lunney
- Ben Marley : John Young
- Clint Howard (VF : Daniel Lafourcade) : Seymour Liebergot (EECOM White), responsable du système électrique
- Loren Dean (VF : Michel Mella) : John Aaron (EECOM Arthur)
- Ray McKinnon (VF : Thierry Ragueneau) : Jerry Bostick (FIDO White)
- Max Grodénchik : FIDO Gold
- Christian Clemenson (VF : Michel Dodane) : le docteur Chuck
- Brett Cullen (VF : Philippe Vincent) : CAPCOM 1 (Jack Lousma)
- Andy Milder : GUIDO White
- Geoffrey Blake : GUIDO Gold
- Wayne Duvall (VF : Bernard Soufflet) : le contrôleur du LEM
- Jim Meskimen (VF : Jacques Bouanich) : TELMU White
- Christopher John Fields : Booster White
- Endre Hules : Günter Wendt
- Thom Barry (VF : Emmanuel Gomès Dekset) : l'infirmier
- Austin O'Brien : l'enfant doué
- Rance Howard : le révérend
- Roger Corman : l'homme du Congrès visitant le Vehicle Assembly Building
- Mark Wheeler (VF : Guy Chapellier) : Neil Armstrong
- Larry Williams : Buzz Aldrin
- Neil Armstrong : lui-même (images d'archives)
- Paul VI : lui-même (images d'archives)
- Jules Bergman (VF : Philippe Catoire) : lui-même, le rédacteur scientifique d'ABC News (images d'archives)
- Jimmy Wynn : lui-même (images d'archives)
- Walter Cronkite : lui-même, le journaliste commentant l'alunissage d'Apollo 11 (images d'archives) (non crédité)
- James Lovell : le capitaine Leland E. Kirkemo, commandant de l'USS Iwo Jima (caméo non crédité)

Source et légende : version française (VF) sur AlloDoublage

## Distinctions
Lors de la 68e cérémonie des Oscars en 1996, le film a remporté deux récompenses et a été nommé pour sept autres.

### Récompenses
- Oscar du meilleur montage pour Mike Hill et Daniel Hanley.
- Oscar du meilleur son pour Rick Dior, Steve Pederson, Scott Millan et David MacMillan.

### Nominations
- nomination à l’Oscar du meilleur film pour Brian Grazer.
- nomination à l’Oscar du meilleur acteur dans un second rôle pour Ed Harris.
- nomination à l’Oscar de la meilleure actrice dans un second rôle pour Kathleen Quinlan.
- nomination à l’Oscar de la meilleure direction artistique pour Michael Corenblith et Merideth Boswell.
- nomination à l’Oscar des meilleurs effets visuels pour Robert Legato, Michael Kanfer, Leslie Ekker et Matt Sweeney.
- nomination à l’Oscar de la meilleure musique de film pour James Horner.
- nomination à l’Oscar du meilleur scénario adapté pour William Broyles Jr. et Al Reinert.

## Autour du film

### «Houston, on a un problème»
La phrase de l'astronaute Jim Lovell (Tom Hanks), « Houston, we have a problem » (« Houston, nous avons un problème »), traduite en français dans le film par « Houston, on a un problème », devenue après la sortie du film une réplique culte, n'a pas été prononcée ainsi dans la réalité ; en effet, Jim Lovell avait dit : « Houston, nous avons eu un problème » (Houston, we've had a problem),,. Le scénariste du film William Broyles Jr. rapporte que la citation originale n'était pas adaptée pour la tension narrative, car elle indiquait que le problème était passé. La citation est devenue particulièrement populaire après son utilisation dans le film.

### Divers
Dans la version originale, la plupart des transmissions radio sont les bandes originales de la mission Apollo 13.
Le vrai astronaute James Lovell interprète le capitaine du porte-avions qui récupère l'équipage à la fin du film. Sa femme, Marilyn Lovell, apparaît dans le public qui assiste au lancement.
Les images où l'on voit les acteurs en apesanteur ont été tournées dans l’un des avions ZERO-G KC-135 de la NASA. Ils ont effectué plus de 1 500 paraboles pour le tournage.
Le pouce du personnage Jim Lovell qui éclipse la Lune est une pratique très célèbre aujourd'hui chez les astronautes et inventée par le vrai astronaute Jim Lovell, qui consiste à éclipser la Lune depuis la Terre, puis, une fois sur la Lune, faire de même avec la Terre.
Lorsque Jim apprend qu'il faut fermer les piles à combustible et donc qu'il ne pourra pas se poser sur la Lune et où il dit « on vient de perdre la Lune », on voit clairement la Lune passer dans le hublot juste derrière la tête de Jim.

## Erreurs anecdotiques
La nuit de l'alunissage d'Apollo 11, la lune était décroissante. Par conséquent, la scène où James Lovell, depuis son jardin, cache la lune avec son pouce devrait se dérouler avant les premiers pas sur la lune.
La future équipe d’Apollo 13 assiste à l’alunissage d’Apollo 11 depuis la maison de Lovell ; cependant ce soir là, les astronautes James Lovell et Fred Haise sont en réalité au centre de contrôle de Houston.
La raison véritable de la nomination d'Alan Shepard à la mission Apollo 14, plutôt que la mission Apollo 13, n'était pas un problème avec son oreille interne comme l'indique le film, mais son manque d'entraînement à moins de six mois du lancement, prévu en avril 1970.
La présence de Ken Mattingly sur le site du lancement de la mission le jour du décollage est une erreur. En réalité, le 11 avril 1970, Mattingly n'était pas sur le pas de tir en Floride mais au Centre spatial Lyndon B. Johnson, situé au Texas.
Le fond sonore utilisé lors de l'émission télévisée diffusée en direct le soir du 13 avril 1970, filmée depuis l'espace par l'équipage, était la bande originale du film 2001, l'Odyssée de l'espace, en l'honneur du nom donné au module de commande pour la mission (Odyssey), et non la chanson Spirit in the Sky de Norman Greenbaum.
Tous les sites d'alunissage sélectionnés par la NASA se situaient sur la face visible de la lune afin de garder un contact radio permanent entre les astronautes qui descendaient sur la Lune et le centre de contrôle de mission de la NASA. Or, dans le film, les astronautes survolent le mont Fra Mauro, le site où ils auraient dû alunir, lorsqu'ils sont dans la phase de silence radio avec Houston, alors que ce site est situé en réalité sur la face visible de la lune.
Ed Smylie, l'ingénieur qui trouve une solution permettant aux astronautes de se débarrasser du dioxyde de carbone mal filtré par les épurateurs du module lunaire, est montré dans le film comme affectant une équipe à cette tâche. En réalité, il avait déjà conçu ce montage élémentaire lorsqu'il arriva au centre de contrôle de mission de la NASA.
Le design de la peinture de la fusée Saturn V que l'on voit dans le film n'est pas fidèle à celui utilisé pour la mission Apollo 13. La différence est évidente dans les bandes noires au niveau du premier étage (S-IC) et du troisième étage (S-IVB). Ce design ressemble davantage à celui de la SA-500F (en).